# Anamosa (Iowa)
Anamosa település az Amerikai Egyesült Államok Iowa államában, Jones megyében, melynek megyeszékhelye is. Lakosainak száma 5450 fő (2020. április 1.).

## Népesség
A település népességének változása:
| Lakosok száma | 889  | 2083 | 2083 | 2078 | 2891 | 2983 | 2881 | 5533 | 5450 |
|               | 1860 | 1870 | 1880 | 1890 | 1900 | 1910 | 1920 | 2010 | 2020 |